# Viking 2
A Viking 2 era parte do Programa Viking, da NASA, e consistia em uma nave essencialmente idêntica à Viking 1 com a finalidade de estudar o planeta Marte. Cada nave era composta por um orbitador e um aterrizador.

## Missão
A sonda foi lançada em 9 de Setembro de 1975 pelo veículo de lançamento Titan-Centaur. Em um cruzeiro de 333 dias até Marte, o orbitador da Viking 2 começou a retornar imagens globais de Marte antes da inserção em órbita. O orbitador foi introduzido em uma órbita de 1 500 x 33 000 km, com um período de 24,6 h, em 7 de agosto de 1976. Posteriormente, essa órbita foi ajustada para um período de 27,3 h com um periastro de 1 499 km e uma inclinação de 55,2 graus em 9 de agosto.
A sessão de imagens para escolher o local do pouso foi iniciada, e logo o local foi escolhido com base nessas imagens e nas imagens da Viking 1.

### Orbitador
A missão preliminar do orbitador terminou no início da conjunção solar em 8 de novembro de 1976. A missão estendida começou em 14 de dezembro de 1976 após a conjunção solar. Em 20 dezembro 1976 o periastro foi abaixado para 778 km e a inclinação foi elevada para 80 graus.

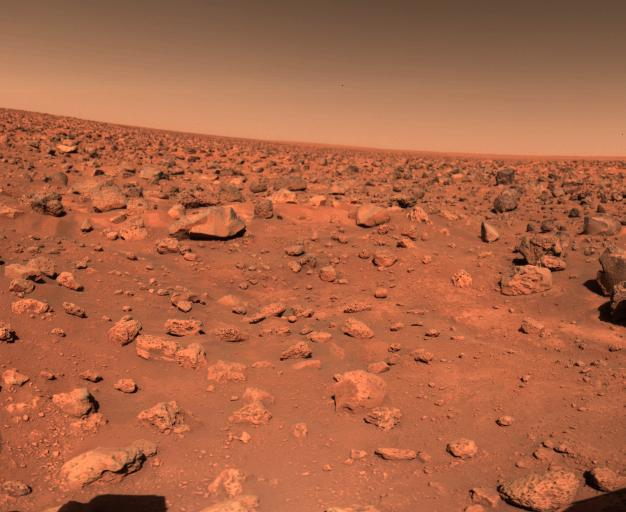
Primeira fotografia colorida transmitida pelo aterrizador da Viking 2.

As operações incluíram aproximações ao satélite de Marte Deimos em outubro de 1977, o periastro foi abaixado para 300 km e o período foi mudado a 24 h em 23 de outubro de 1977.
O orbitador desenvolveu um vazamento em seu sistema de propulsão que exalou seu gás do controle de atitude. Foi colocado em uma órbita de 33 176 km e desligado em 25 de julho de 1978 após ter retornado quase 16 mil imagens em 706 órbitas em torno de Marte.

### Aterrizador
O aterrissador se separou-se do orbitador em 3 de setembro de 1976 e aterrissou em Utopia Planitia às 22h37 UTC.
Durante a operação normal, a estrutura que liga o aterrizador ao orbitador (o bioshield) seria ejetada após a separação do aterrizador. Porém, por causa de problemas ocorridos, o bioshield não foi ejetado.
Em julho de 2001, o aterrizador Viking 2 foi renomeado Estação Memorial Gerald Soffen, em homenagem a Gerald Soffen (1926-2000), que supervisionou o trabalho de vários cientistas do programa Viking.
O aterrizador operou na superfície de Marte até 11 de abril de 1980, quando suas baterias falharam.

## Galeria de imagens da sondaViking 2

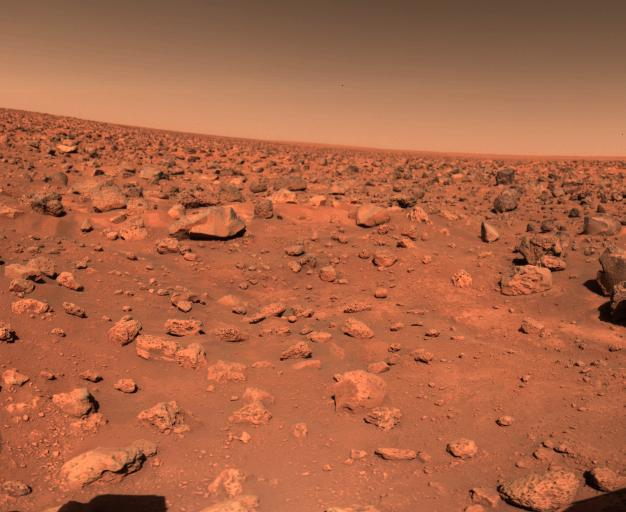
Primeira imagem colorida (Viking 2 câmera 2 do aterrissador, sol 2, 5 de setembro de 1976) 14:36
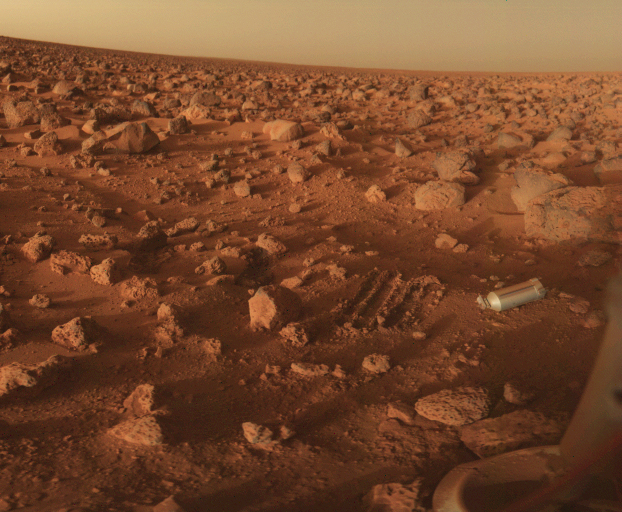
Viking 2 câmera 2 do aterrissador, 22G144 (com cores de baixa resolução) Sol 552 19:16
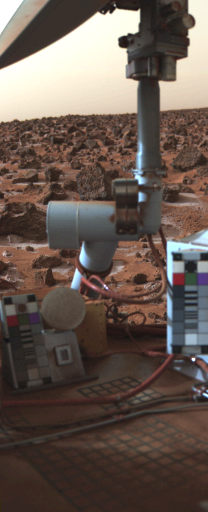
Geada em Marte.
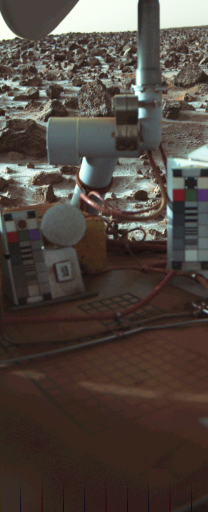
Viking 2 câmera 2 do aterrissador, (com cores de baixa resolução) Sol 955 12:13
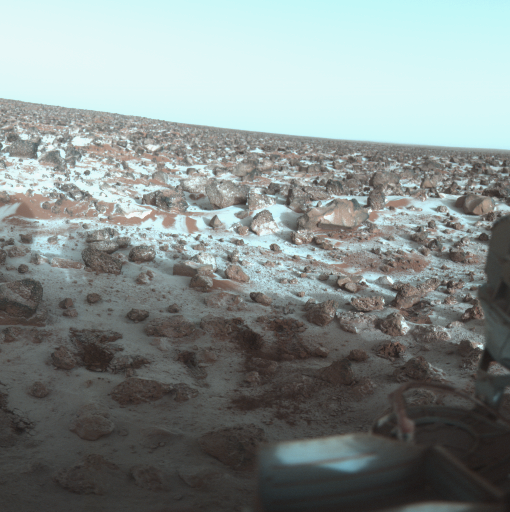
Geada no local de pouso. (cor falsa)
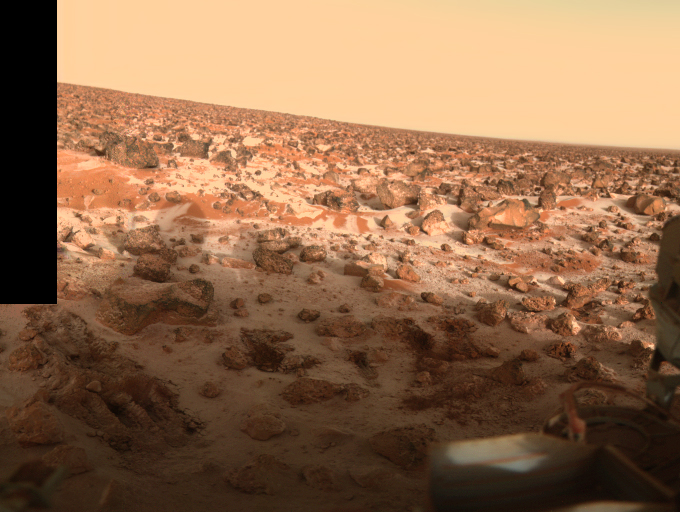
Viking 2 câmera 1 do aterrissador, (com cores de baixa resolução) Sol 960 14:14
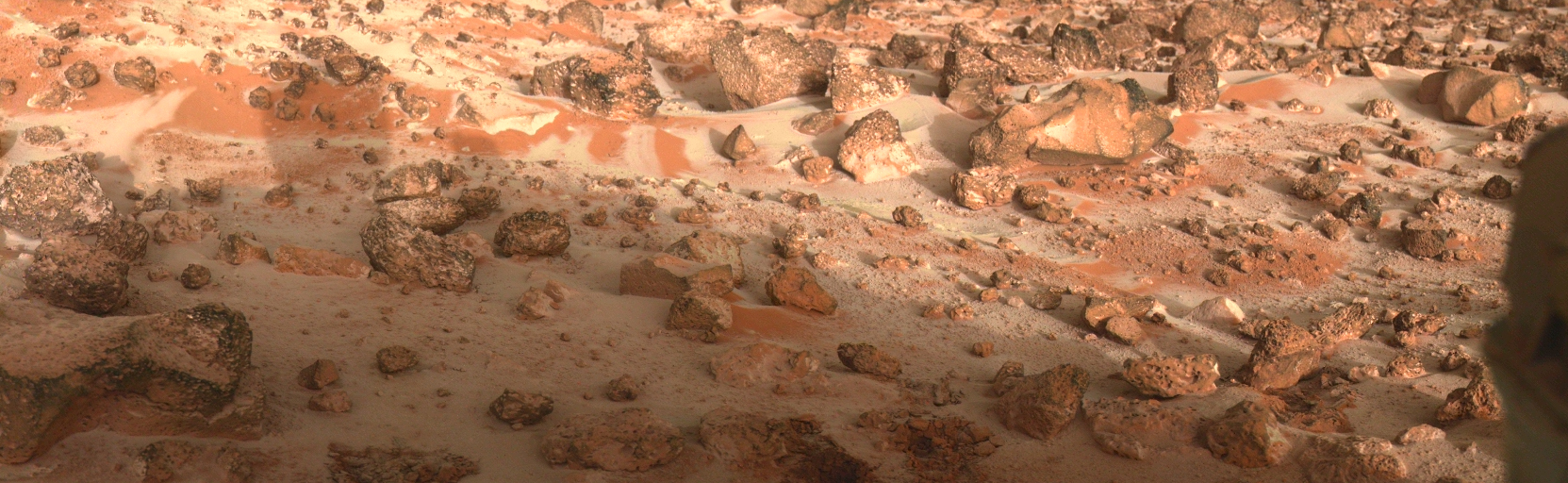
Viking 2 câmera 1 do aterrissador, ALTA RESOLUÇÃO (com cores de baixa resolução) Sol 959 14:39
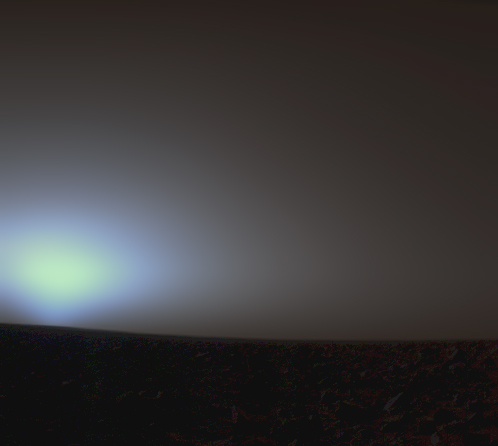
Viking 2 câmera 2 do aterrissador, (com cores de baixa resolução) Sol 34 04:22
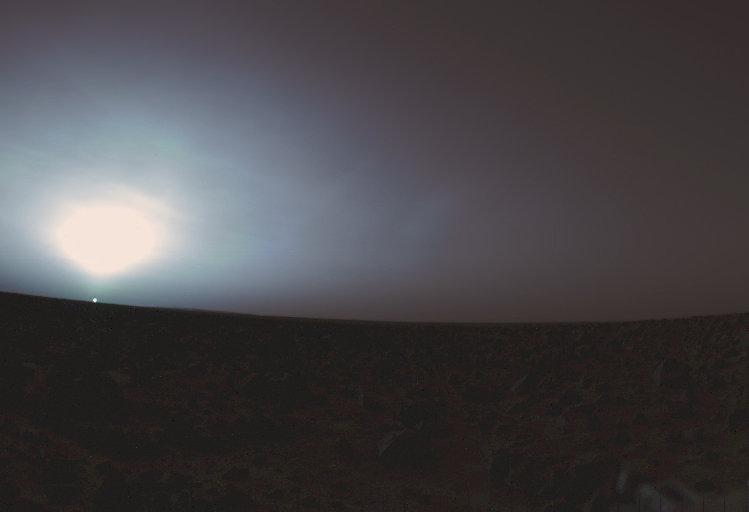
Viking 2 câmera 2 do aterrissador, (com cores de baixa resolução) Sol 631 04:00